# 장 르노
장 레노(프랑스어: Jean Reno, 프랑스어 발음: [ʁeno], 1948년 7월 30일 ~ )는 스페인계 프랑스인 배우이며, 본명은 돈 후안 모레노 이 에레라히메네스(스페인어: Don Juan Moreno y Herrera-Jiménez) 혹은 돈 후안 모레노 이 헤데리케 히메네스(스페인어: Don Juan Moreno y Jederique Jiménez)이다. 프랑스어뿐만 아니라 영어에도 능통하여 영어로도 작업을 한다.
프랑스 보호령이었던 모로코의 카사블랑카에서 프란시스코 프랑코의 독재를 피해 망명 온 스페인계 안달루시아인 부모 밑에서 태어났다. 그의 가족은 그가 12살이 되던 해에 프랑스로 이주했다.
대한민국에서는 1994년에 개봉한 영화 《레옹》의 흥행을 통해 널리 알려지게 되었다.

## 출연 작품

### 영화
- 1979 여인의 빛 Clair de femme
- 1982 최후의 증언 La Passante du Sans-Souci
- 1983 마지막 전투 Le Dernier Combat - 악당 역
- 1985 서브웨이 Subway - 드러머 역
- 1985 Strictement personnel
- 1988 그랑 블루 Le Grand Bleu - 엔조 역
- 1990 니키타 Nikita - 청소부 빅터 역
- 1990 황금 마스크의 성자 L'Homme au masque d'or
- 1991 팝콘과 스테이크 L'Opération Corned-Beef - 필리프 선장 역
- 1991 레옹 패밀리 Loulou Graffiti - 피퀘 라 루네 역
- 1992 붉은 돼지 紅の豚 - 포르코 로소 프랑스어 더빙
- 1993 비지터 Les Visiteurs - 고드프아 역
- 1993 머나먼 여정 프랑스어 더빙
- 1993 스페셜 헌터 Flight from Justice - 클레어 버트 역
- 1994 라이온 킹 The Lion King - 무파사 역 프랑스어 더빙
- 1994 레옹 Léon - 레옹 역
- 1995 프렌치 키스 French Kiss - 장 폴 역
- 1995 트뤼프 Les Truffes - 패트릭 역
- 1995 구름 저편에 Par-delà les nuages
- 1996 미션 임파서블 Mission: Impossible - 프란츠 크리거 역
- 1996 Le Jaguar
- 1997 로잔나 포에버 Roseanna's Grave - 마르첼로 역
- 1998 비지터 2 Les Couloirs du temps : Les Visiteurs 2
- 1998 고질라 Godzilla - 필립 로셰 역
- 1998 로닌 Ronin - 뱅상 역
- 2000 크림슨 리버 Les Rivières pourpres - 피에르 니망스 역
- 2001 비지터 3 Just Visiting - 티보 역
- 2001 와사비 Wasabi - 위베르 피오렌티니 역
- 2001 아틀란티스: 잃어버린 제국 Atlantis: The Lost Empire 프랑스어 더빙
- 2002 프렌치 키스 2 Décalage horaire
- 2002 롤러볼 Rollerball - 페트로비치 역
- 2003 셧 업 Tais-toi !
- 2004 크림슨 리버 2 - 요한 계시록의 천사들 Les Rivières pourpres 2 : Les Anges de l'apocalypse - 피에르 니망스 형사 역
- 2004 호텔 르완다 Hotel Rwanda - 틸렌스 역
- 2005 늑대의 제국 L'Empire des loups - 시페르 역
- 2005 호랑이와 눈 La tigre e la neve - 푸아드 역
- 2006 핑크 팬더 The Pink Panther - 폰톤 역
- 2006 라파예트 Flyboys - 조르주 트노 대위 역
- 2006 다빈치 코드 The Da Vinci Code - 브쥐 파슈 국장 역
- 2006 플러쉬 Flushed Away - 목소리 + 프랑스어 더빙
- 2008 캐쉬 Cash
- 2009 핑크 팬더 2 The Pink Panther 2 - 폰톤 역
- 2009 커플 테라피: 대화가 필요해 Couples Retreat - 마르셀 역
- 2009 아머드 Armored - 퀸 역
- 2010 라운드 업 La Rafle - 데이빗 세인바움 역
- 2010 22 블렛 L'Immortel - 찰리 마테이 역
- 2011 동물원 사육사 Zookeeper
- 2011 마가렛 Margaret - 라몬 역
- 2012 알렉스 크로스 Alex Cross
- 2012 쉐프 Comme un chef
- 2014 러브 인 프로방스 Avis de mistral
- 2014 꾸뻬씨의 행복여행 Hector and the Search for Happiness - 디에고 역
- 2016 라스트 페이스 The Last Face
- 2016 더 비지터: 리턴즈 Les Visiteurs : La Révolution
- 2016 더 프로미스 The Promise
- 2017 안개 속 소녀 La ragazza nella nebbia - 아우구스토 플로레스 역
- 2017 협도연맹: 도둑들의 전쟁 侠盗联盟 - 피에르 역
- 2017 메 트레조르 Mes trésors
- 2019 라이온 킹 The Lion King - 무파사 역 프랑스어 더빙
- 2020 Da 5 블러드 Da 5 Bloods - 데로쉬 역
- 2020 로그시티 Bronx - 앙게 레오네티 역
- 2020 도어맨 The Doorman
- 2023 다이 하트: 더 무비 Die Hart: The Movie - 클로드 반 드 벨드 역
- 2024 리프트: 비행기를 털어라 Lift

### 텔레비전 드라마
- 2013 Jo
- 2021 누가 사라를 죽였을까? ¿Quién mató a Sara?

### 게임
- 귀무자 3 鬼武者3

## 기타
대한민국에선 그를 '장 르노'라고 부르지만 프랑스에서는 '장 레노'라고 발음한다. 그가 내한(來韓)한 횟수는 2회이다. 1998년에 있었던 1차 내한 때에는 그의 영화 《로닌》의 홍보를 위해서 왔었고, 2000년에 있었던 2차 내한 때에는 《크림슨 리버》의 홍보를 위해서 왔었다.